# Richtersveld
Richtersveld er en karakteristisk landskabstype i Northern Capeprovinsen i Sydafrika. Det er en højtliggende ørken, præget af dybe kløfter, høje bjergtoppe og dramatiske landskaber som skifter mellem jævne sandsletter, skarpe bjergformationer af vulkansk lava og frugtbarheden ved Oranjefloden, som danner grænsen til Namibia.
Her i den tørre Namaqualandregionen er regn sjælden, vand er et knaphedsgode, og kun de mest hårdføre livsformer overlever. Temperaturen kan komme op over over 50° C, og rejsende har karakteriseret området som et Marslandskab. Området, som ved første øjekast kan virke goldt, har imidlertid en rig og varieret flora af tilpassede planter.
Den nordlige del af Richtersveld blev fredet som nationalpark i 1991 efter 18 års forhandlinger med det nomadiske Namaquafolk, som stadig driver deres husdyr i området. Nationalparken omfatter 1.624 km². Området syd for nationalparken blev i juni 2007 beskyttet som verdensarvsområde, under navnet Richtersvelds botaniske kulturlandskab. Verdensarvsområdet er et mere uberørt naturområde end nationalparken, da der ikke har været drevet diamantminer der.
Namaquafolket ejer området, og står selv for forvaltningen af nationalparken, i samarbejde med statslige det South African National Parks, og verdensarvsområdet. I begge områder praktiseres fremdeles folkets traditionelle hyrde- og nomadekultur. Namaquafolket er de eneste nulevende repræsentanter for Khoikhoifolket, og dette er det eneste område, hvor deres kultur har overlevet.

## Fauna
Mens dagtemperaturen kan kommer op i 50 °C om sommeren er nætterne kolde og byder på rigelig med nattedug. Denne dug, og fugtigheden fra morgentågen, er vigtige faktorer i et unikt økosystem, som giver livsbetingelser for flere arter af krybdyr, fugle og pattedyr. Lokalt kaldes denne dug Ihuries eller Malmokkies .
Parken har gode muligheder for ornitologer, og rummer dyr som råbuk-antilope (Pelea capreolus), dykkerantilope (Cephalophus), steenbok (Raphicerus campestris), kudu, caracal og flere abearter.

## Flora
Der er registreret over 650 plantearter i området, og nationalparken roser sig af verdens største variation af sukkulentarter og af at være en fremragende repræsentant for karoo-økosystemet.
Richtersveld er voksested for flere sjældne planter, og flere af dem er endemiske her. Blandt de mest kendte er Halfmensboom (Pachypodium namaquanum Welw.), bogstavelig talt halv-mands-træet. Navnet kommer af træets lighed med en menneskekrop. Toppen er en klase tyk sammenvokset løv, som kan minde om et hoved. Namaquafolket regner træerne som repræsentanter for forfædrene, halvt menneske, halvt plante. Aloe, blandt andet Aloe dichotoma vokser også her.

## Eksterne kilder og henvisninger
- southafrica365.com: Richtersveld National Park and the Orange River Arkiveret 12. marts 2007 hos  Wayback Machine
- South African National Parks

- Wikimedia Commons har flere filer relateret til Richtersveld